# Heilsspiegel

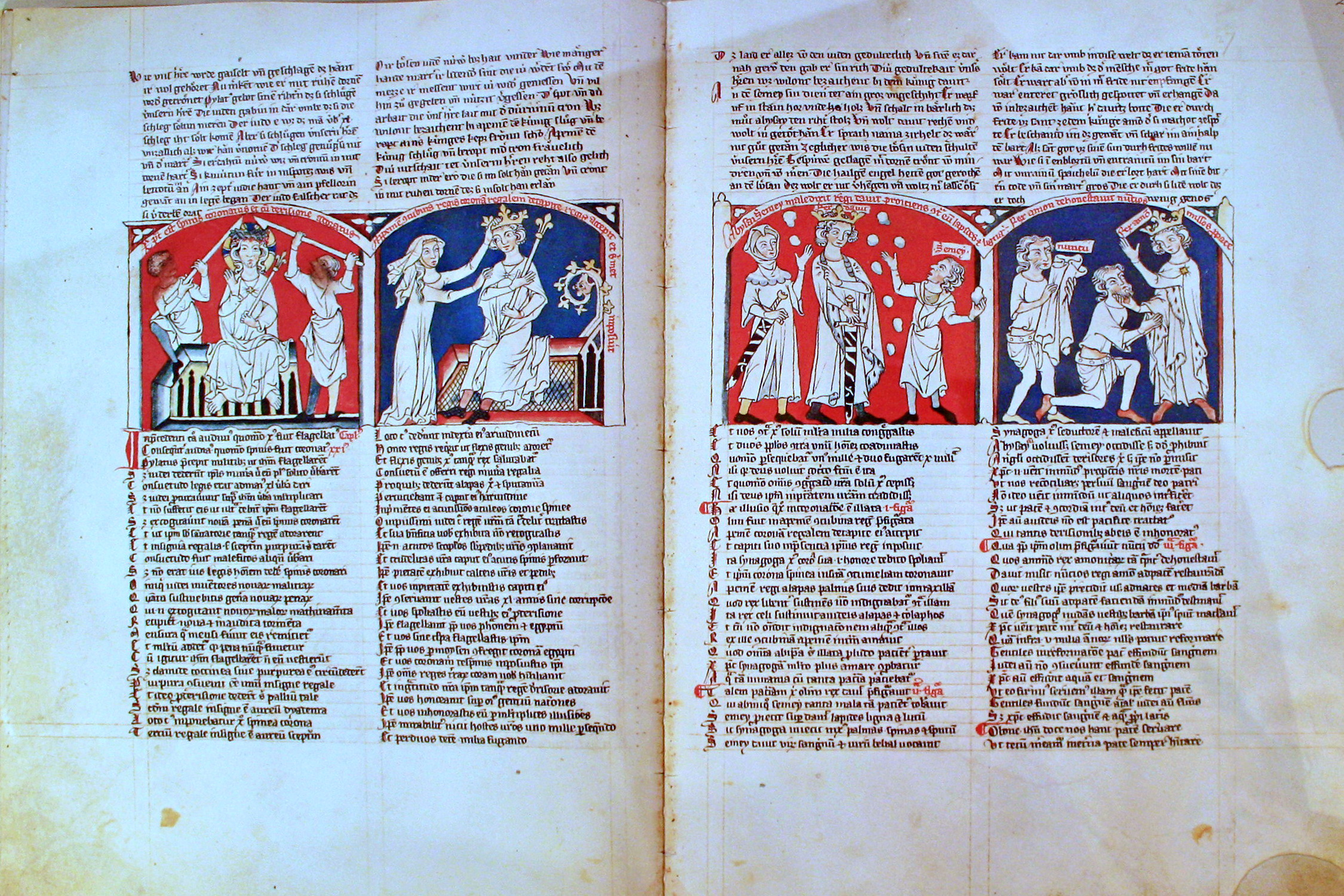
Speculum Humanae Salvationis, Faksimile des Codex Cremifanensis 243 (Stiftsbibliothek Kremsmünster)

Heilsspiegel waren eine seit dem Spätmittelalter verbreitete Art christlicher Erbauungsbücher. Die ursprüngliche, in lateinischer Reimprosa gedichtete Version Speculum humanae salvationis (lat. „Spiegel des menschlichen Heils“) verfasste mutmaßlich ein Dominikaner oder Franziskaner in Italien am Anfang des 14. Jahrhunderts. Die ältere Zuschreibung (durch Perdrizet/Lutz, 1907) an den Deutschen Ludolf von Sachsen und das Entstehungsjahr 1324 werden von der neueren Forschung nicht mehr vertreten. Das Werk diente als illustrierte Heilsgeschichte für Laien.

## Aufbau
In Erweiterung der typologischen Darstellung in Armenbibeln sind Heilsspiegel nach dem Muster der Präfiguration aufgebaut, d. h. sie dehnen die Analogien zum Neuen Testament über das Alte Testament hinaus auf Beispiele aus griechischer und römischer Mythologie und Geschichte aus. In den meisten der 45 Kapitel der lateinischen Vorlage treten zu einer neutestamentlichen Szene (dem ‚Antitypus‘), meist aus dem Leben Marias und Jesu, drei andere Szenen (die ‚Typen‘). Jedes Kapitel besteht aus 100 Versen, so dass die Bild-Text-Folge mit einem festen Layout verbunden werden konnte. Die ersten und letzten Kapitel haben einen abweichenden Aufbau: die ersten beiden Kapitel beschreiben je vier Szenen aus dem Buch Genesis, die letzten drei Kapitel haben je acht Bilder und enthalten Andachten zur Passion Christi und den Sieben Schmerzen und Sieben Freuden Marias.
Bei den meisten Handschriften nimmt jedes Kapitel eine Doppelseite ein, oben stehen die vier Bilder nebeneinander, darunter der Text.

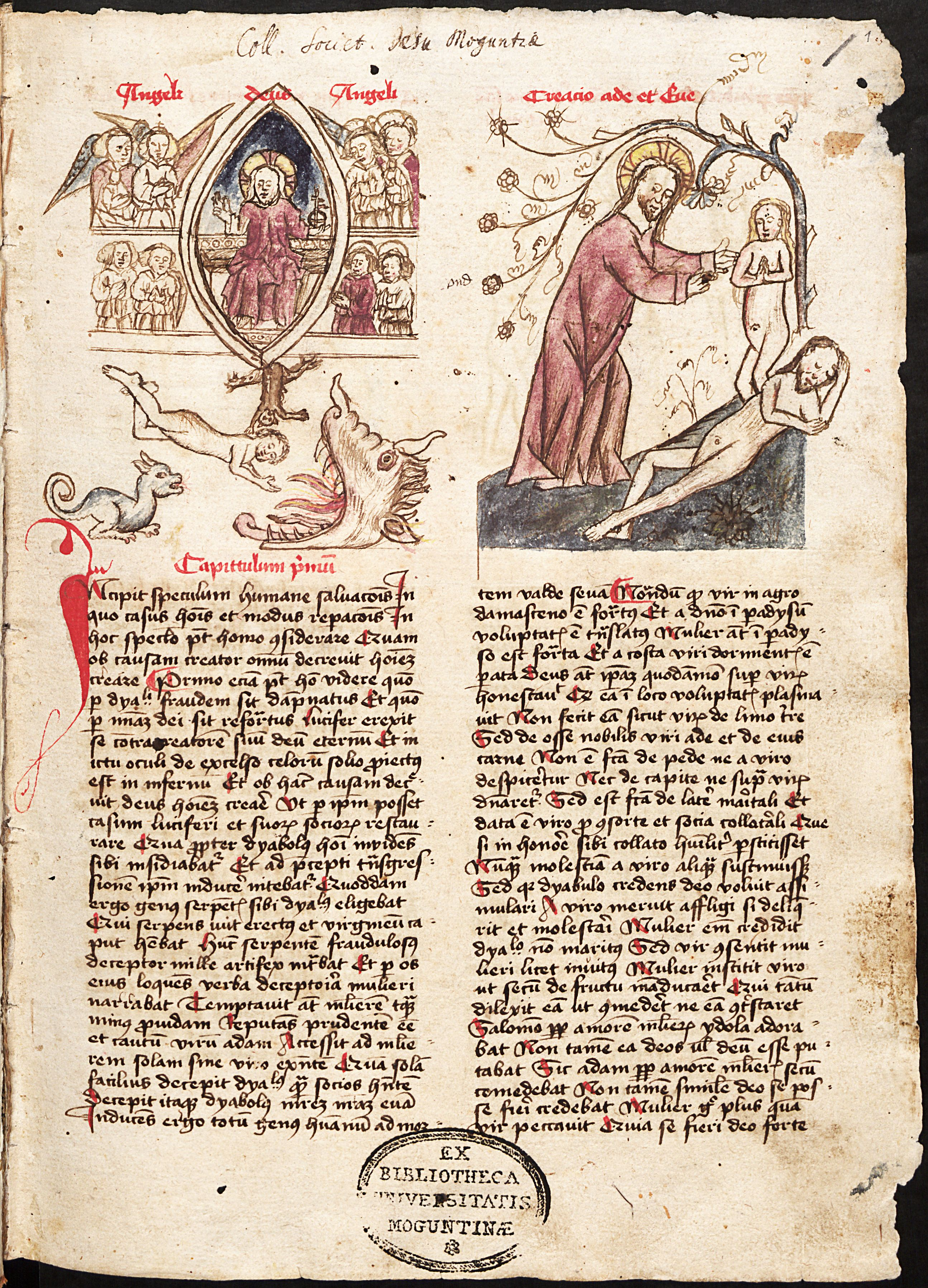
Speculum humanae salvationis. – Mitte 15. Jahrhundert. Provenienz: Mainzer Jesuitenkolleg. Wissenschaftliche Stadtbibliothek Mainz, Signatur: Hs II 10, fol. 1r.

Die Bildreihen der Handschriften gingen teilweise auch in andere Kunstgattungen ein, u. a. in die Heilsdarstellung von Fastentüchern oder in den spätgotischen Bildteppich des Klosters Wienhausen.

## Volkssprachliche Heilsspiegel
Der älteste erhaltene volkssprachliche Heilsspiegel war die frühneuhochdeutsche Speculum-Übersetzung Eyn Spiegel der menschlichen selikeit (Mitte des 14. Jahrhunderts), die die lateinische Reimprosa nachbildete. In der Folge entstanden Vers- und Prosaübersetzungen auf Mittelhochdeutsch und Mittelniederdeutsch sowie auf Mittelfranzösisch von Jean Miélot. Eigenständige Versbearbeitungen in mittelhochdeutscher Sprache schufen Konrad von Helmsdorf (Der Spiegel des menschlichen Heils), Andreas Kurzmann und Heinrich Laufenberg. Daneben erschienen ab 1473 mehrere gedruckte Heilsspiegel, die für die Popularität der Hausbücher und ihrer Wort-Bild-Kombination sprechen.

### Historische Werke
- Paul Perdrizet, Jules Lutz (Hrsg.): Speculum humanae Salvationis. Paris 1907.
- Axel Lindqvist (Hrsg.): Konrad von Helmsdorf: Der Spiegel des menschlichen Heils. Berlin 1924.
- Margit Krenn (Hrsg.): Speculum humanae salvationis. Darmstadt 2006, ISBN 3-534-19126-9.
- Gregory T. Clark, Hans-Walter Stork: Der Heilsspiegel aus Kloster Einsiedeln. Cod. 206, Stiftsbibliothek Einsiedeln. Faksimile-Edition. Quaternio Verlag, Luzern 2015, ISBN 978-3-905924-22-0.

### Sekundärliteratur
- Edgar Breitenbach: Speculum Humanae Salvationis. Eine typengeschichtliche Untersuchung. Straßburg 1930.
- Horst Appuhn: Heilsspiegel. Die Bilder des mittelalterlichen Erbauungsbuches Speculum humanae salvationis. Dortmund 1981, ISBN 3-88379-267-5.
- Adrian Wilson/Joyce Lancaster Wilson: A medieval mirror. ‘Speculum humanae salvationis’ 1324–1500. Berkeley 1984, ISBN 0-520-05194-7 (online).
- Peter Wiesinger: Einige Bemerkungen zu Andreas Kurzmanns Reimübersetzung des „Speculum humanae salvationis“ anlässlich des Editionsvorhabens. In: Alfred Ebenbauer et al. (Hrsg.): Die mittelalterliche Literatur in der Steiermark. Akten des Internationalen Symposiums Schloß Seggau bei Leibnitz 1984. Bern/Frankfurt am Main 1988, S. 299–315.
- Hans-Walter Stork/B[urghart] Wachinger: Art. Speculum humanae salvationis. In: Die deutsche Literatur des Mittelalters. Verfasserlexikon 9, Sp. 52–65.
- G. Roth, M. Markus, M. Grams-Thieme: Art. Speculum humanae salvationis. In: Lexikon des Mittelalters 7, Sp. 2088f.
- Speculum Humanae Salvationis (Reproduktion von Codex Cremifanensis 243 des Stifts Kremsmünster, entstanden 1325–1330, mit Kommentar von W. Neumüller). Akademische Druck- und Verlagsanstalt, Graz 1997, ISBN 978-3-201-01670-4.